# Precórdio
Na anatomia, o precórdio é a porção do corpo sobre o coração e à esquerda da porção inferior do esterno. A dor precordial pode estar relacionada com angina e localiza-se na região retroesternal do lado esquerdo, epigastro e inter-escapular, irradiando-se na face interna do braço esquerdo, ou ambos, pescoço, maxila inferior e epigastro, com duração breve e que, geralmente, se intensifica com esforços físicos e se alivia com o repouso e nitroglicerina.